# PSA Airlines
PSA Airlines – amerykańska linia lotnicza z siedzibą w Vandalia, w stanie Ohio.
Po przejęciu US Airways przez American Airlines, przewoźnik jednocześnie uzyskał prawa do PSA Airlines, użytkowania ich maszyn i pilotów.

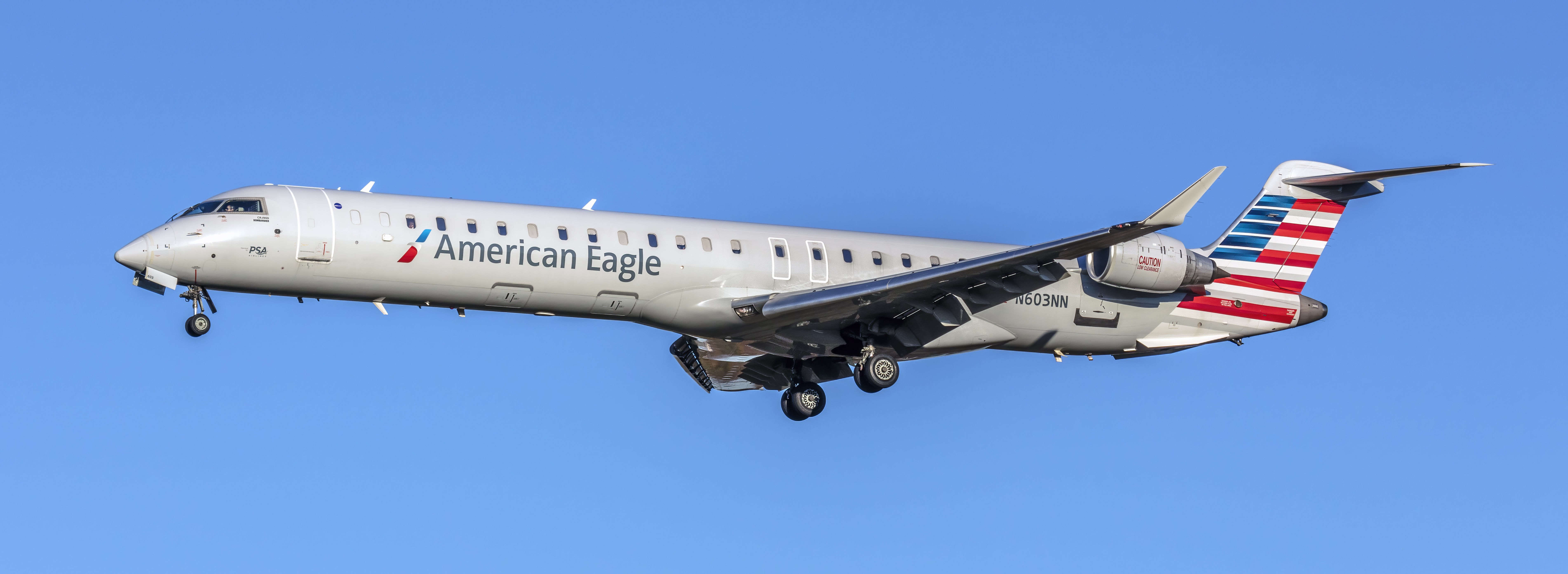
CRJ900 przewoźnika w barwach właściciela, American Airlines

## Flota
Według stanu na maj 2025 flota PSA Airlines składała się z 287 samolotów o średnim wieku 12,2 lat:
| Samolot            | Samolot | Samolot   | Liczba miejsc | Liczba miejsc | Liczba miejsc | Uwagi |
| Model              | Aktywne | Zamówione | B             | E             | Łącznie       | Uwagi |
| ------------------ | ------- | --------- | ------------- | ------------- | ------------- | ----- |
| Bombardier CRJ-700 | 60      | -         | 9             | 54            | 63            |       |
| Bombardier CRJ-700 | 60      | -         | 9             | 56            | 65            |       |
| Bombardier CRJ-900 | 84      | -         | 12            | 64            | 76            |       |
| Łącznie            | 144     | 0         |               |               |               |       |